# 八潮出入口
八潮出入口（やしおでいりぐち）は埼玉県八潮市にある首都高速道路6号三郷線の出入口である。小菅JCT・東京方面の出入口のみ設置されているハーフインターチェンジである。

## 連絡している道路
- 埼玉県道116号八潮三郷線

## 併設
- 八潮本線料金所(上り・入口料金所と兼用)
- 八潮パーキングエリア(上り)

## 周辺
- 八潮駅（つくばエクスプレス）
- 埼玉県立八潮南高等学校
- 八潮市立潮止小学校
- 八潮市立大瀬小学校

## 隣
首都高速6号三郷線
(655,656)八潮南出入口 - 八潮PA - 八潮TB - (657)八潮出入口 - 三郷JCT/(661)三郷出入口